# Nột Hà
Nột Hà (giản thể: 讷河; phồn thể: 訥河; bính âm: Nèhé) là một thành phố cấp huyện thuộc địa cấp thị Tề Tề Cáp Nhĩ, tỉnh Hắc Long Giang, Trung Quốc. Thành phố nằm gần ranh giới với Nội Mông ở phía tây và cách trung tâm Tề Tề Cáp Nhĩ khoảng 144 kilômét (89 mi) về phía bắc-đông bắc.

### Nhai đạo
- Thông Giang (通江街道)
- Vũ Đình (雨亭街道)

### Trấn
| - Lạp Cáp (拉哈镇) - Long Giang (龙河镇) - Nột Nam (讷南镇) - Thông Nam (通南镇) - Lão Lai (老莱镇) - Nhị Khắc Thiển (二克浅镇) | - Học Điền (学田镇) - Thái Hòa (太和镇) - Trường Phát (长发镇) - Đồng Nghĩa (同义镇) - Cửu Tĩnh (九井镇) |

### Hương
- Thanh Hòa (清和乡)
- Khổng Quốc (孔国乡)
- Cự Hòa (巨和乡)
- Toàn Thắng (全胜乡)
- Hòa Thịnh (和盛乡)

### Hương dân tộc
- Hương dân tộc Ngạc Ôn Khắc (Evenk)-Hưng Thịnh 兴旺鄂温克族乡